# Houlbjerg Sogn
Houlbjerg Sogn er et sogn i Favrskov Provsti (Århus Stift).
I 1800-tallet var Granslev Sogn anneks til Houlbjerg Sogn. Begge sogne hørte til Houlbjerg Herred i Viborg Amt. Houlbjerg-Granslev sognekommune blev ved kommunalreformen i 1970 indlemmet i Langå Kommune og var to af de sogne herfra, som ved strukturreformen i 2007 indgik i Favrskov Kommune.
I Houlbjerg Sogn ligger Houlbjerg Kirke.
I sognet findes følgende autoriserede stednavne:
- Bøstrup (bebyggelse, ejerlav)
- Frislund (bebyggelse)
- Hagsholm (bebyggelse, ejerlav, landbrugsejendom)
- Hagsholm Skov (areal)
- Houlbjerg (bebyggelse, ejerlav)
- Houlbjerg Skov (areal)
- Kongstrup (bebyggelse, ejerlav)
- Manderup Dam (areal)
- Tjærbæk (bebyggelse)